# 스테판 그리쉬탱
스테판 그리쉬탱 (Stéphane Grichting, 1979년 3월 30일, 시에르 ~) 은 스위스의 전 축구 선수로, 포지션은 수비수이다.
그는 스위스 국가대표팀 소속으로 45경기를 출전하였고, 2006년 FIFA 월드컵과 2010년 FIFA 월드컵에 차출되었다. 그는 UEFA 유로 2004를 앞두고도 차출되기도 하였으나, 부상으로 낙마하였다.
스위스가 터키와의 2006년 FIFA 월드컵 진출을 앞두고 벌어진 경기에서, 그는 패싸움에서 부상당하였다.

## 국가대표팀 득점 기록
| # | 날짜           | 경기장                         | 상대   | 점수 | 결과 | 대회                      |
| - | -------------- | ------------------------------ | ------ | ---- | ---- | ------------------------- |
| 1 | 2009년 9월 5일 | 장크트 야콥 파크, 바젤, 스위스 | 그리스 | 1–0  | 2–0  | 2010년 FIFA 월드컵 예선전 |